# Åland24
Åland24 is een particuliere lokale tv-omroep in de autonome Finse regio Åland. De omroep is gevestigd in het noorden van de hoofdstad Mariehamn, nabij het vliegveld.
De eerste uitzending van de omroep was in oktober 2007. De omroep heeft meerdere eigenaren gehad, maar is sinds 2015 in handen van Nya Ålands Tidningsaktiebolag, dat ook eigenaar is van de lokale krant Nya Åland. Vanwege die relatie met de krant kan de omroep actueel nieuws bieden.
Aanvankelijk werden de programma's van Åland24 alleen uitgezonden via het internet, maar sinds 2015 kan elke inwoner van Åland de zender ook ontvangen via de kabel. De omroep wordt voornamelijk gefinancierd met reclame-inkomsten.
Het aanbod is gevarieerd en omvat onder andere nieuws, sport, debatten, actualiteiten, plezier, jacht, economie en cultuur.